# 阿里科克國家公園

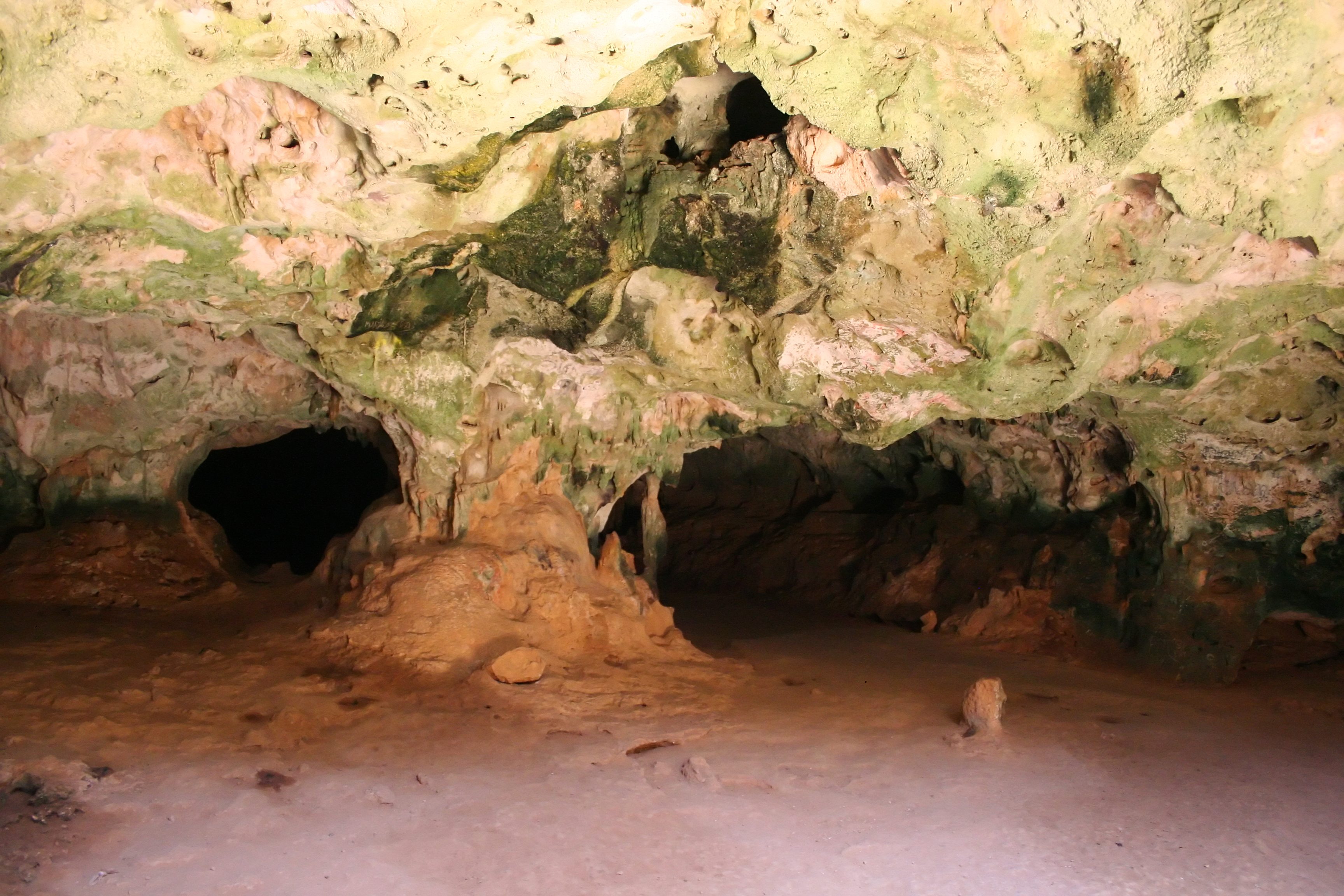

12°29′56″N 69°55′36″W / 12.49880°N 69.92654°W
阿里科克國家公園（荷蘭語：Nationaal park Arikok）是荷蘭王國的國家公園，位於阿魯巴島，鄰近聖克魯斯，成立於2000年，面積34平方公里，覆蓋該島18%面積，該地區有閃長岩和岩磐地貌。